# Лез-Ашар
Лез-Ашар (фр. Les Achards) — новая коммуна на западе Франции, регион Пеи-де-ла-Луар, департамент Вандея, округ Ле-Сабль-д’Олон, кантон Тальмон-Сент-Илер. Расположена в 16 км к западу от Ла-Рош-сюр-Йона, в 13 км от автомагистрали А87.
Население (2019) — 5 271 человек.

## История
Коммуна образована 1 января 2017 года путем слияния коммун Ла-Мот-Ашар и Ла-Шапель-Ашар. Центром коммуны является Ла-Мот-Ашар. От него к новой коммуне перешли почтовый индекс и код INSEE. На картах в качестве координат Лез-Ашар указываются координаты Ла-Мот-Ашара.

## Достопримечательности
- Шато Брандуа конца XIX века
- Церковь Святого Якова XIX века
- Церковь Благовещения (Notre-Dame-de-l'Annonciation) XI века
- Галлы 1924 года

## Экономика
Структура занятости населения:
- сельское хозяйство — 2,0 %
- промышленность — 42,8 %
- строительство — 10,8 %
- торговля, транспорт и сфера услуг — 25,3 %
- государственные и муниципальные службы — 19,0 %

Уровень безработицы (2018) — 11,9 % (Франция в целом — 13,4 %, департамент Вандея — 10,5 %). 

Среднегодовой доход на 1 человека, евро (2019) — 21 420 (Франция в целом — 21 730, департамент Вандея — 21 550).

## Администрация
Пост мэра Лез-Ашара с 2020 года занимает Мишель Валла (Michel Valla). На муниципальных выборах 2020 года возглавляемый им правый список победил в 1-м туре, получив 59,79 % голосов.
| Период | Период | Фамилия         | Партия        | Примечания                                          |
| ------ | ------ | --------------- | ------------- | --------------------------------------------------- |
| 2017   | 2020   | Даниэль Грасино | Разные правые | руководитель предприятия, бывший мэр Ла-Мот-Ашара   |
| 2020   |        | Мишель Валла    | Разные правые | преподаватель, мэр-делегат Ла-Мот-Ашара (2017-2020) |

## Города-побратимы
- Кету, Бенин